# Lewis Ellsworth Akeley
Lewis Ellsworth Akeley auch in der Schreibvariante Lewis E. Akeley (* 22. Februar 1861 in Clarendon, Orleans County, New York; † 5. September 1961 in Vermillion, Clay County, South Dakota) war ein US-amerikanischer Naturwissenschaftler sowie Hochschullehrer.

## Leben

### Familie und Ausbildung
Lewis Ellsworth Akeley, Sohn des aus dem Bundesstaat Vermont stammenden Daniel Webster Akeley  (1834–1921) sowie dessen Ehefrau Julia Maria geborene Glidden (1835–1909), älterer Bruder des  Taxidermisten, Naturforschers sowie Erfinders Carl Ethan Akeley, wandte sich nach dem Besuch der öffentlichen Schulen in seiner Heimatstadt Clarendon dem Studium der Naturwissenschaften zu, 1882 graduierte er an der State Normal School in Brockport. Lewis Ellsworth Akeley setzte im Anschluss sein Studium an der University of Rochester fort, dort erwarb er 1886 den Bachelor of Science, 1888 den Master of Arts. 1890 führten ihn zwei Auslandssemester an die Universität Leipzig.
Der Freimaurer und Baptist Lewis Ellsworth Akeley, Anhänger der Republikaner,  heiratete am 21. Dezember 1891 in Vermillion Myra Augusta geborene Thomas (1870–1963). Aus dieser Ehe entstammten der Physiker Edward Stowe Akeley (1895–1983) sowie die Lehrerin Marion verehelichte Miller (1896–1980). Akeley verstarb im Herbst 1961 ein halbes Jahr nach Vollendung seines 100. Lebensjahres in Vermillion.

### Beruflicher Werdegang
Lewis Ellsworth Akeley unterrichtete zu Beginn seiner beruflichen Laufbahn an der St. Cloud Normal School im Bundesstaat Minnesota. 1887 folgte er einem Ruf auf die Professur der Chemie sowie Physik an der fünf Jahre zuvor eröffneten University of South Dakota in Vermillion. Zusätzlich hielt er Lehrveranstaltungen über Latein, Physische Geographie und Physiologie ab. 1908 legte er seine Professur nieder, nachdem er dort zum zweiten Dekan an dem von ihm mitinitiierten College of Engineering bestellt worden war. 1933 erfolgte seine Verabschiedung in den Ruhestand. Er lehrte danach noch bis zu seinem 95. Lebensjahr in Teilzeit Philosophie. Lewis Ellsworth Akeley, ein Lehrer von Ernest Lawrence, bewertete den Klassizismus als integralen Bestandteil der akademischen Ausbildung.
Der renommierte Wissenschaftler Lewis Ellsworth Akeley, Mitglied der Society for the Promotion of Engineering Education, der Phi Beta Kappa sowie der Alpha Delta Phi erhielt 1912 die juristische Ehrendoktorwürde der University of Rochester und 1927 den Doctor of Science der University of South Dakota verliehen.

## Schriften
- Papers, ca.1916-ca. 1931, Archivmaterial : Englisch
- Bergson and Science, in: The Philosophical Review, v24 n3, Cornell University Press, Ithaca, N.Y., Mai 1915, S. 270–287.
- Wholes and Prehensive Unities for Physics and Philosophy, in: The Journal of Philosophy,  v24 n22, F.J.E. Woodbridge : W.T. Bush, New York City, 27. Oktober 1927, S. 589–608.
- The Problematic Situation. Its Symbolization and Meanings, in: The Journal of Philosophy, v31 n25, F.J.E. Woodbridge : W.T. Bush, New York City, 6. Dezember 1934, S. 673–681.
- This is what we had in mind; early memories of the University of South Dakota, University of South Dakota, Vermillion, 1959